# Internacia Esperanto-Sumoo

Yasuo Hori z listą uczestników trzeciej edycji Internacia Esperanto-Sumoo

Internacia Esperanto-Sumoo (dosłownie: Międzynarodowe Esperanckie Sumo) – rodzaj konkursu czytelniczego dotyczącego książek esperanckich. Konkurs odbywa się sześć razy w roku, w miesiącach nieparzystych, w czasie kiedy w Japonii rozgrywane są turnieje sumo. Celem konkursu jest zwiększenie umiejętności językowych esperantystów oraz wyrobienie w nich nawyku czytania esperanckich książek.

## Historia
Internacia Esperanto-Sumoo zapoczątkował Yasuo Hori z Japonii we wrześniu 2009. Na początku konkurs zorganizowany był na próbę tylko dla Japończyków, ale gdy zauważono, że może być on użyteczny dla wszystkich esperantystów, już w marcu 2010 stał się międzynarodowy. Następnie organizowany był corocznie, sześć razy każdego roku, z wyjątkiem marca 2011, kiedy wystąpiło wielkie trzęsienie ziemi w Tōhoku. We wrześniu 2018 odbyła się 54. edycja konkursu, a całkowita liczba uczestników wyniosła 8705. Dotychczas największą liczbę uczestników zanotowano w maju 2017. Było ich 385 z 31 krajów. Wzrost liczby uczestników konkursu widoczny jest na poniższym wykresie:

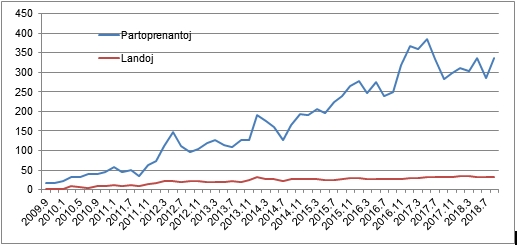
wzrost liczby uczestników Internacia Esperanto-Sumoo i krajów, które reprezentują (kolor niebieski – uczestnicy, kolor czerwony – kraje)

## Zasady konkursu

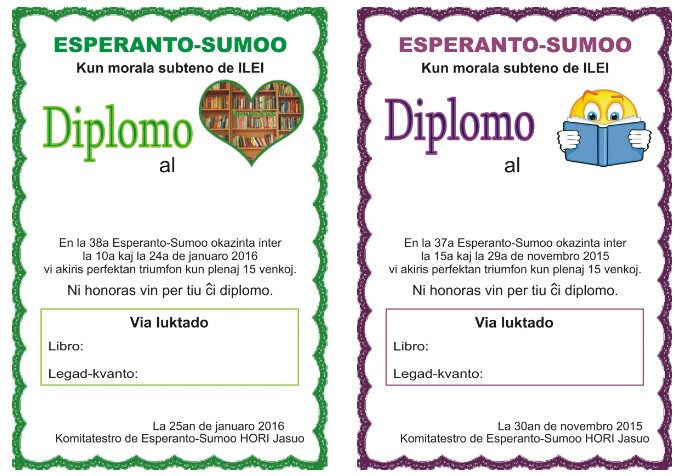
Dyplomy dla uczestników

Uczestnicy sami decydują, którą esperancką książkę i ile stron dziennie będą czytali. Te informacje przesyłają do Yasuo Hori, który tworzy listę uczestników. Kiedy rozpoczyna się kolejna edycja konkursu, uczestnicy zaczynają czytać wybraną książkę. Jeżeli przeczytają w ciągu dnia więcej niż określoną wcześniej liczbę stron, osiągają zwycięstwo. W ten sposób czytają przez 15 dni, raportując o zwycięstwach. Uczestnicy walczą przez 15 dni nie z przeciwnikami, ale ze swoimi obietnicami, innymi słowy ze swoim lenistwem. Kiedy uczestnik zdobywa 15 zwycięstw, otrzymuje dyplom.
Od początku konkursu do roku 2019 uczestniczyło w nim prawie 10 tys. esperantystów, którzy czytali średnio 5 stron dziennie.
Po konkursie wielu uczestników pisze z przeczytanych książek recenzje, które umieszczane są na stronie konkursu.
Internacia Esperanto-Sumoo pomaga w zwiększeniu czytelnictwa esperanckich książek, tym samym pomaga księgarniom, krajowym organizacjom esperanckim, pisarzom i wydawcom. W ten sposób przyczynia się do sprzedaży i czytelnictwa esperanckich książek. Czytając książki, uczestnicy zwiększają również swoje językowe umiejętności.

## Organizacja konkursu
Obecnie ze względu na liczbę uczestników (prawie 350 w każdej edycji) konkurs nie jest prowadzony przez jedną osobę. Istnieje międzynarodowy zespół, w skład którego wchodzą esperantyści z Japonii, Turcji, Polski, Włoch, Wietnamu, Francji, Indii, Nepalu, Brazylii, Korei Południowej, Chin i Węgier. Osoby te przyjmują zgłoszenia od uczestników, opracowują statystyki przeczytanych książek, administrują stroną internetową i przygotowują dyplomy.
W listopadzie 2014 zarząd Międzynarodowej Ligi Nauczycieli Esperantystów (ILEI) zdecydował o poparciu idei Esperanto-Sumoo, ponieważ cele konkursu odpowiadają celom ILEI.